# Campo San Rocco
Campo San Rocco és una plaça de Venècia situada al barri de San Polo .

## Descripció
Situat al llarg del camí que va de Rialto a Piazzale Roma, darrera de la Basílica dei Frari, el campo és una joia de l'arquitectura veneciana.
El nom del campo prové de l'església i la Scuola Grande di San Rocco que dominen el campo. Al costat oposat a la Scuola Grande s'alcen els poderosos absis gòtics de maó vist de la Basílica dei Frari, el so dels orgues dels quals omplen sovint l'aire de la plaça, i a l'esquerra, al seu costat, hi ha el petit edifici de la Scoletta Vecchia di San Rocco, la seu original de la gran confraria.

L'església conserva les relíquies de San Rocco i cada any, amb motiu de la festivitat del sant, el 16 d'agost, s'erigeix al campo una estructura de fusta coberta amb un dosser per connectar els portals d'entrada de l'església i l'escola amb l'accés principal al campo. El perímetre de la capçada i les pedres d'empelt dels pals de suport, en pedra blanca d'Ístria, són clarament visibles al paviment del campo.

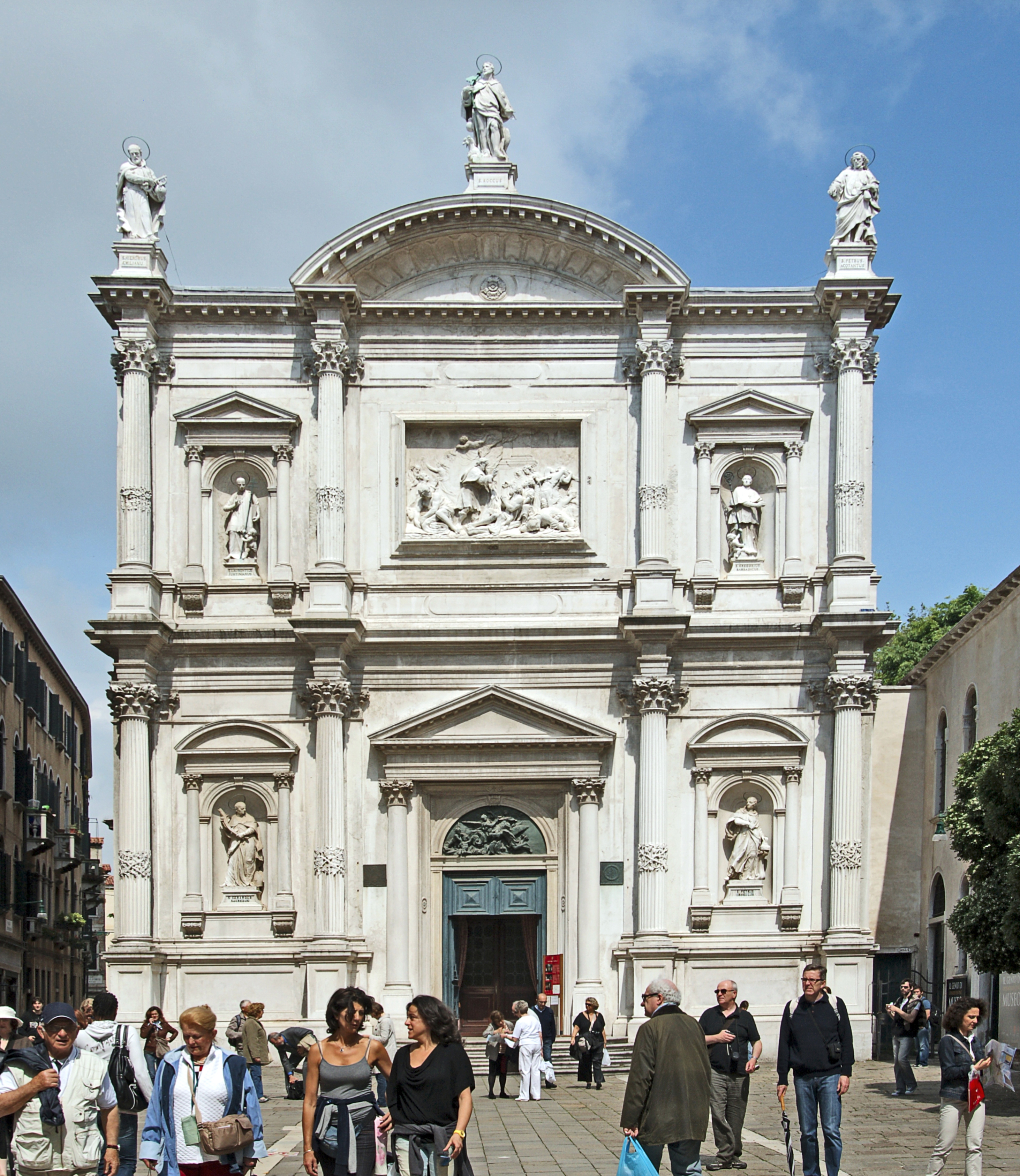
Façana de l'església de San Rocco
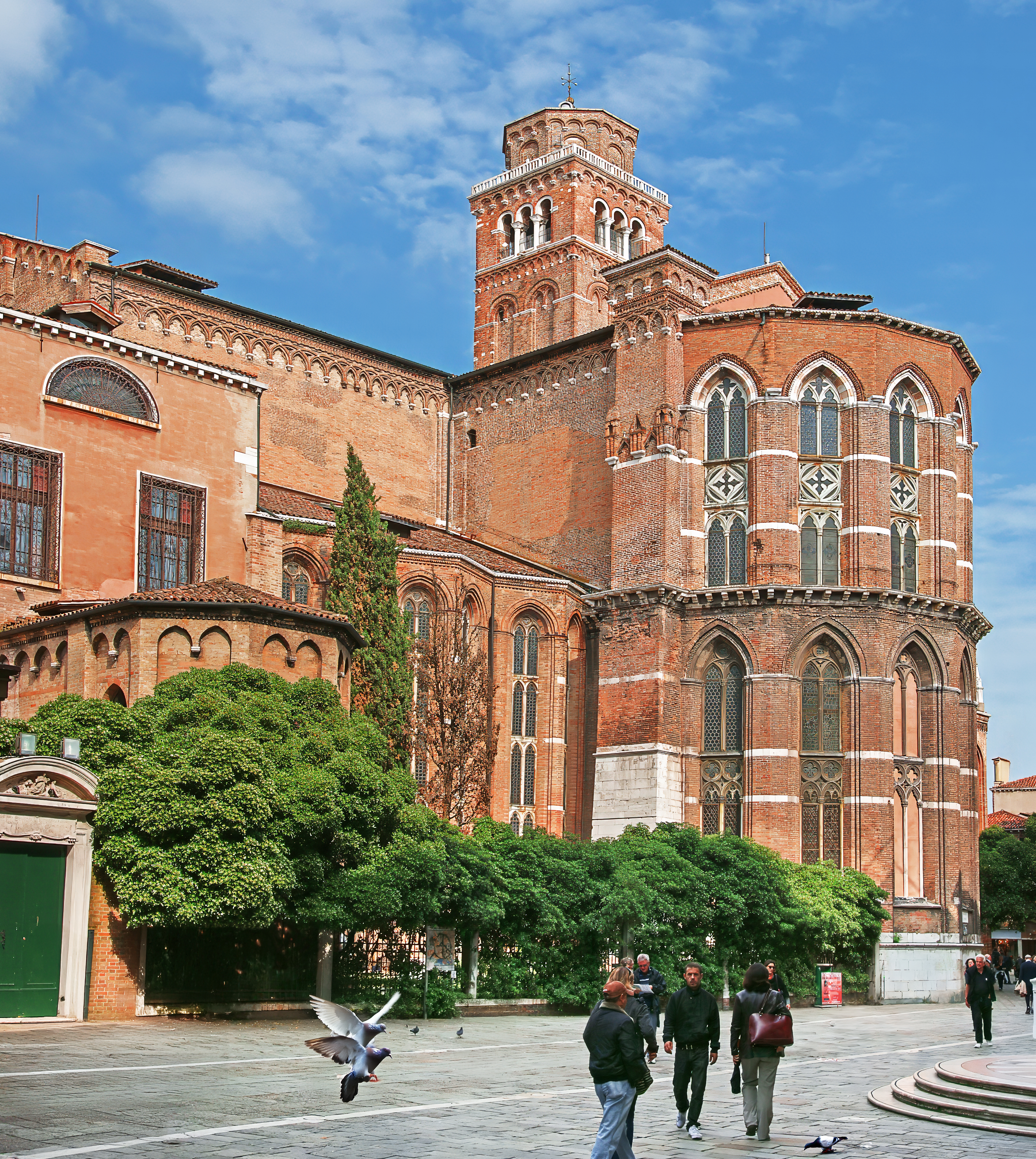
Santa Maria dei Frari
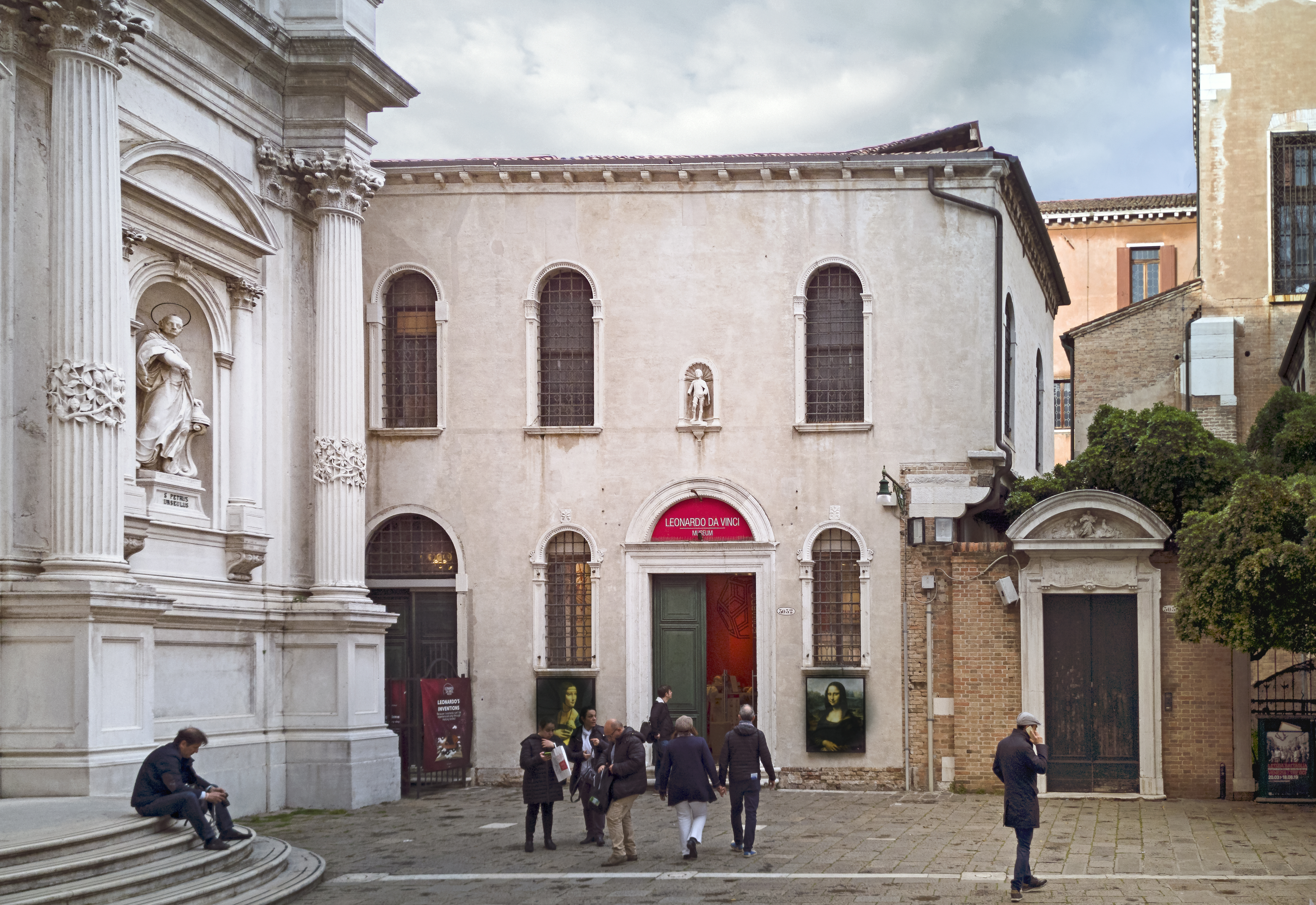
Scoletta vecchia di San Rocco
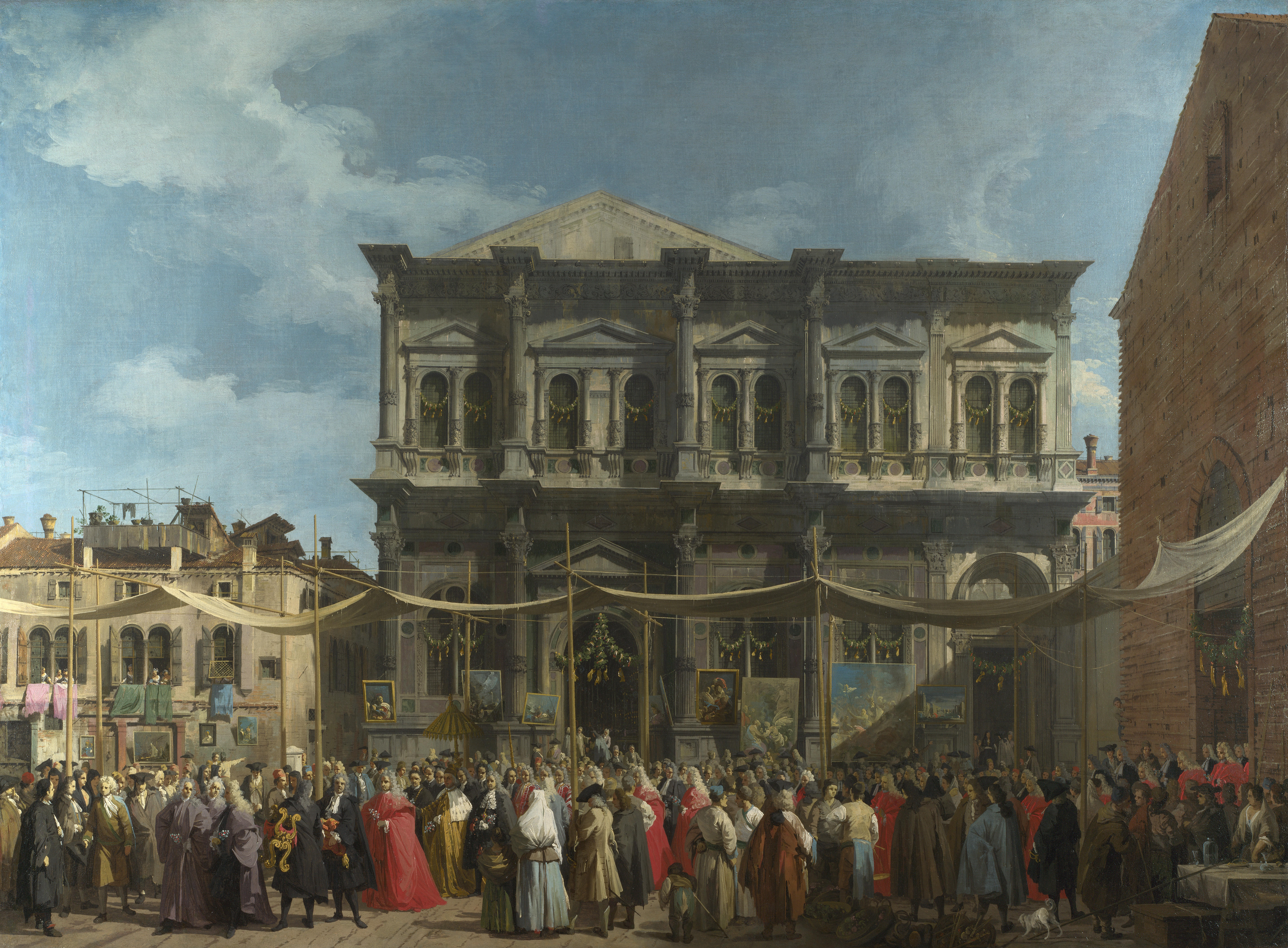
Canaletto, Festa de San Rocco, vers 1735, Londres, National Gallery